# Gurú Ram Das
Gurú Ram Das ([ɡʊru ɾɑm dɑs]; 1534 – 1581) fue el cuarto de los diez Gurúes de Sikhism. Nacido el 9 de octubre de 1534 en una familia pobre Hindu de Lahore, parte de lo que es ahora Pakistán. Su nombre de nacimiento era Jetha, quedó huérfano a los 7 años y fue criado por su abuela materna en un pueblo.
A los 12 años, Bhai Jetha y su abuela se trasladaron a Goindval, donde conocieron al Gurú Amar Das. El chico tomó a Amar Das como mentor y le sirvió. La hija de Gurú Amar Das se casó con Bhai Jetha, y así se convirtió en parte de la familia de Gurú Amar Das. Como los dos primeros Gurúes del Sikhismo, Gurú Amar Das en vez de escoger sus hijos como sucesores, escogió a Bhai Jetha como su sucesor, el que tuvo que pasar por algunas pruebas antes de ser guru y le rebautizó como Ram Das o "criado o esclavo de dios ".
Ram Das se convertía en Gurú del Sikhismo en 1574 y sirvió como dirigente sij hasta su muerte en 1581. Afrontó hostilidades con los hijos de Gurú Amar Das, y trasladó su base oficial a las tierras llamadas por Gurú Amar Das como Gurú-ka-Chak. Esto nueva ciudad era el epónimo de Ramdaspur, más tarde evolucionó y fue renombrada como Amritsar @– la ciudad más sagrada del Sikhismo. Es también recordado en la tradición sij por expandir el manji, la organización para realizar las citas clericales y las donaciones y para teológicamnete y económicamente apoyar el movimiento sij. El nombró a su propio hijo como su sucesor, y a diferencia de los primeros cuatro Gurúes quién no nombraron a sus descendientes, el quinto de los diez Gurúes sijs sí que fue un descendiente directo de Gurú Ram Das.

## Biografía
Su padre era Hari Das y su madre Anup Devi (Daya Kaur), un Sodhi Khatri, una familia de casta. Casado con Bibi Bhani, la hija más joven de Gurú Amar Das. Tuvieron tres hijos: Prithi Chand, Mahadev y Gurú Arjan.

### Muerte y sucesión
Gurú ram Das murió el 1 de septiembre de 1581, en la ciudad de Amritsar, Punjab.
De sus tres hijos, Gurú Ram Das escogió a Arjan, el más joven, para sucederle a él como el quinto Gurú sij. La elección de sucesor, como la mayor parte de las sucesiones en la historia sij, dio origen a disputas y divisiones internas entre los Sikhs. El hijo mayor de Gurú Ram Das llamado Prithi Chand esrecordado en la tradición sij por oponerse vehementemente a Gurú Arjan, creando una facción sij cuya comunidad sigue a Guru Arjan y son llamados como Minas (literalmente, "sinvergüenzas"), y se alega que intentaron asesinar al joven Hargobind. Aun así, otros textos como los escritos por Prithi Chand lider sij, ofrecen una historia diferente, contradiciendo esa explicación de la vida de Hargobind, y presentando el hijo mayor de Gurú Ram Das como muy devoto de su hermano menor, el joven Arjan. Los textos citados reconocen que existe un desacuerdo y describen que Prithi Chand se convirtió en el Sahib Gurú después del martirio de Gurú Arjan y las disputas por la sucesión de Gurú Hargobind, el nieto de Gurú Ram Das.

## Influencia

### Amritsar
Gurú Ram Das es conocido por fundar la ciudad santa de Amritsar en la tradición sij. Dos versiones de la historia existen con respecto a la tierra donde Gurú Ram Das se estableció. En una, basada en un registro, la tierra fue adquirida con donaciones sijs, por 700 rupias de los dueños del pueblo de Tung. En otra versión, fue el Emperador Akbar que donó la tierra a la mujer de Gurú Ram Das.
Según los registros históricos sijs, el sitio fue escogido por Gurú Amar Das y llamado Da Chakk, después de que haber preguntado Ram Das para encontrar una tierra para empezar una ciudad nueva que él estableciera como su lugar base Después de su coronación en 1574, y con la oposición hostil de los hijos de Gurú Amar Das, Gurú Ram Das fundó la ciudad nombrada después de él como "Ramdaspur". Él empezó por completar ese punto base, y construir su centro oficial y su casa cerca de él. Invitó a mercaderes y artesanos de otras partes de India para establecerse en la nueva ciudad con él. La ciudad se expandió durante la época de Gurú Arjan financiada por donaciones y construida gracias al trabajo voluntario. La ciudad creció y fue renombrada como Amritsar, y el punto base creció dando lugar a un gran templo en dónde después su hijo construyó el gurdwara Harmandir Sahib, y guardó las escrituras del Sikhismo dentro del templo nuevo en 1604.
La actividad de construcción entre 1574 y 1604 está descrita en el Mahima Prakash Vartak, un texto semi-histórico sij hagiográfico probablemente compuesto en 1741, y el primer documento conocido que trata las vidas de los diez Gurúes.

### Himnos
Gurú Ram Das compuso 638 himnos, aproximadamente el diez por ciento de los himnos del Gurú Granth Sahib. Fue un poeta celebrado , y compuso su trabajo en 30 ragas antiguas de música clásica india.
Estos cubren una gama de temas:

Quien se llama a sí mismo discípulo del Guru debe levantarse antes del amanecer y meditar en el Nombre del Señor. Durante las primeras horas, debe levantarse y bañarse, limpiando su alma en un tanque de néctar [agua], mientras repite el Nombre que el Gurú le ha hablado. Con este procedimiento él realmente lava los pecados de su alma. - GGS 305 (parcial)

El Nombre de Dios llena mi corazón de alegría. Mi gran fortuna es meditar en el nombre de Dios. El milagro del nombre de Dios se logra a través del Guru perfecto, pero sólo un alma rara camina a la luz de la sabiduría del Gurú. - GGS 94 (parcial)

Oh hombre El veneno del orgullo te está matando, cegándote a Dios. Su cuerpo, el color del oro, ha sido marcado y descolorido por el egoísmo. Las ilusiones de grandeza les vuelve negros, pero el ego-maníaco les une. - GGS 776 (parcial)
Guru Granth Sahib

Gurú Bani es también parte del calendario Nanakshahi y Kirtan Sohila, las oraciones diarias de los Sikhs. Sus composiciones continúan siendo cantadas diariamente en Harimandir Sahib (templo Dorado) del Sikhismo.[cita requerida]

### Himno de boda

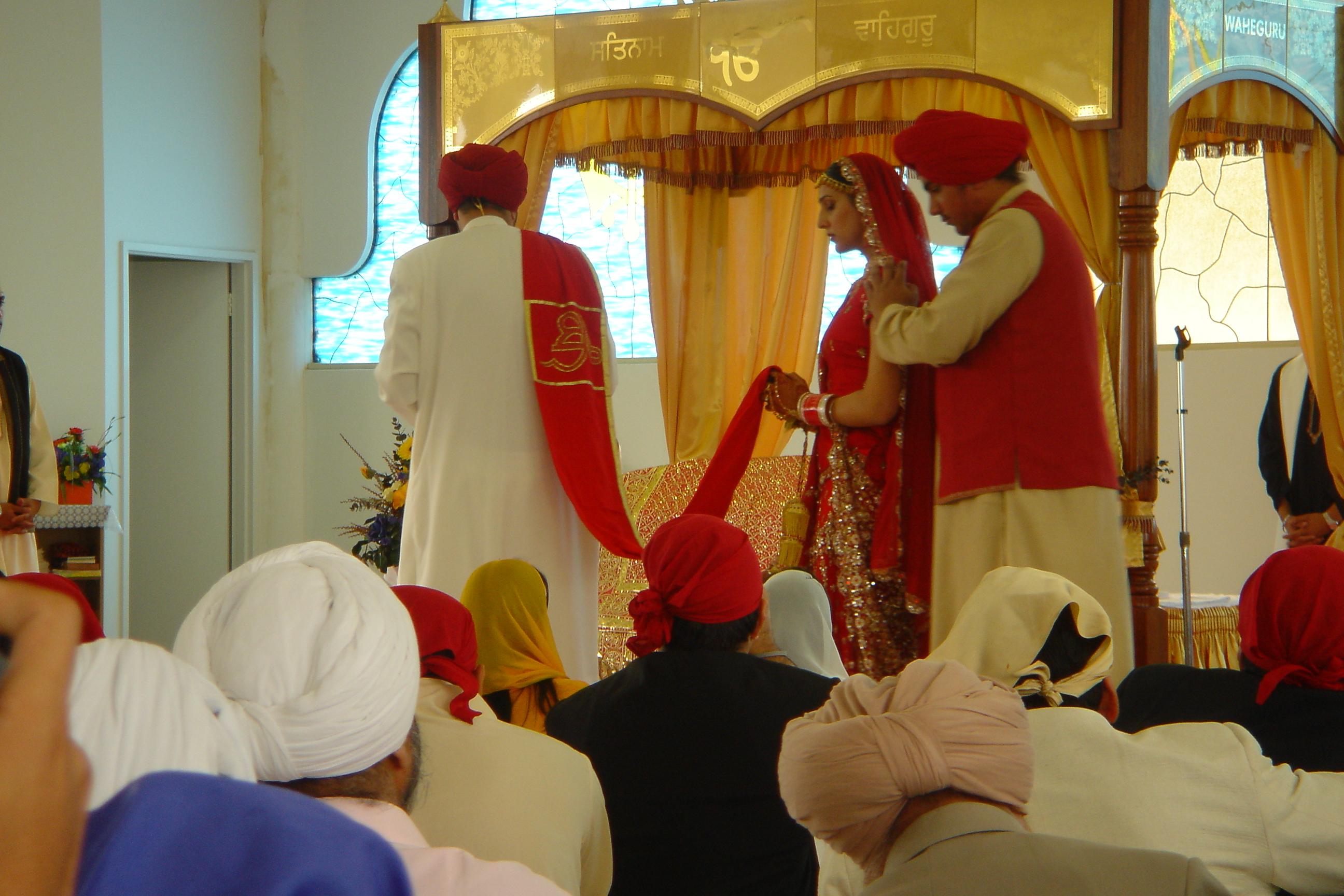
El laavan ,versos de Gurú Ram Das, son recitados circunvalando en el sentido de las agujas del reloj en las bodas sij.

Gurú Ram Das, junto con Gurú Amar Das, es citado en varias partes del Anand y Laavan composición en Suhi modo. Es una parte del ritual de la circunvalación en el sentido de las agujas del reloj que realizan los novios en una boda tradicional sij siguiendo las escrituras sagradas. j. Esto fue usado de modo intermitente y su uso aparece en siglo XVIII tardío. Sin embargo, en algún momento del siglo XIX o XX después de algunos conflictos, la composición de Gurú Ram Das volvió a usarse en la ceremonia Anand Karaj , reemplazando el ritual Hindu de circunvalación alrededor del fuego. La composición de Gurú Ram Das emergió para ser una de las bases en la era colonial británica del Acto de Matrimonio de 1909.
El himno de boda fue compuesto por Gurú Ram Das para la boda de su hija . La primera estrofa del himno del Laavan de Gurú Ram Das refiere los deberes del de la esposa que acepta en su vida la guía de la palabra del Gurú, recordando el Nombre Divino. El segundo verso y el círculo recuerda que el Uno esencontrado en todas partes y en las profundidades del propio Yo. El tercer verso habla del Amor Divino. El cuarto recuerda que la unión de dos es la unión del individuo con el Infinito.

### Sistema Masand
Mientras Gurú Amar Das introdujo el sistema manji de organización religiosa, Gurú Ram Das lo amplió añadiendo la institución masand. El masand es el lugar en donde los dirigentes comunitarios sijs que viven lejos del Gurú, pero actúan como líderes de sus congregaciones, regulan sus interacciones mutuas y recogen ingresos para el templo y las actividades sijs . Esta famosa institución ayudó a crecer el Sikhismo en las décadas que siguieron, pero devino infame en la era de los Gurúes más tardíos, por su corrupción y su abuso en financiar movimientos sijs rivales en tiempo de disputas de sucesión.